# Julius Schulhoff
Pour les articles homonymes, voir Schulhoff.
Julius Schulhoff (Jules Šulhov), né le 22 août 1825 et mort le 15 mars 1898, est un pianiste et un compositeur bohème d'origine juive.

## Biographie
Schulhoff est né à Prague, où il commence à étudier le piano avec Kisch et Ignaz Amadeus Tedesco et est également formé dans la théorie de la musique par Václav Tomášek. Il fait ses débuts à Dresde en 1842, et plus tard il apparaît au Gewandhaus de Leipzig. Lors d'un déplacement à Paris peu de temps après, il rencontre Frédéric Chopin, qui l'encourage dans sa tentative de devenir un pianiste professionnel. Les concerts que Schulhoff a donné d'après une proposition de Chopin, ont été accueillis avec une telle renommée qu'il entreprend une longue tournée à travers la France, à Londres et poursuivant ses voyages à travers l'Espagne (1851) et la Russie (1853).
Après cette tournée, il revient à Paris, où il se consacre entièrement à la composition et à l'enseignement. Il continue en tant que professeur de piano lorsqu'il s'installe à Dresde dans les années 1870 et déménage à Berlin en 1897 où il est nommé professeur. Il est mort à Berlin en 1898, à l'âge de 72 ans.
Parmi ses élèves : Teodor Leszetycki, Jarosław Zieliński et Édouard Lalo.
Il est le grand-oncle du compositeur du XXe siècle, Erwin Schulhoff.

## Œuvres
En tant que compositeur, il laisse une soixantaine de pièces. Il est surtout connu pour sa virtuosité dans les pièces de salon pour piano, comprenant une grande sonate en fa mineur, douze études et divers caprices, des impromptus, des valses et des mazurkas.

## Sources
Cet article contient des extraits de la Jewish Encyclopedia de 1901–1906 dont le contenu se trouve dans le domaine public. lire en ligne